# Câmp vectorial

Câmp vectorial dat de vectori de forma (−y, x)

În matematică un câmp vectorial, sau un câmp de vectori este o construcție din calculul vectorial care asociază un vector fiecărui punct dintr-un spațiu euclidian.
Câmpurile vectoriale sunt adesea utilizate în fizică pentru a modela, de exemplu, viteza și direcția de curgere a unui fluid prin spațiu, sau modulul și direcția unei forțe, cum ar fi forța magnetică sau gravitațională, și variațiile acestora de la punct la punct. 

## Definiție matematică
Funcția vectorială:
|  | {\displaystyle {\vec {v}}(P)={\vec {v}}(x,y,z)} | {\displaystyle (1.1)} |

definită pentru punct  {\displaystyle P(x,y,z)\in D}  (unde  {\displaystyle D}  este o submulțime a spațiului euclidian  {\displaystyle {\mathcal {E}}_{3}} ) se numește câmp vectorial.

## Linii și suprafețe de câmp
O curbă  {\displaystyle (\Gamma )}  situată în  {\displaystyle D}  se numește linie de câmp pentru câmpul vectorial  {\displaystyle {\vec {v}}(P)}  dacă în fiecare punct  {\displaystyle P}  al său vectorul  {\displaystyle {\vec {v}}(P)}  este tangent curbei.
Liniile de câmp sunt soluțiile ecuației diferențale vectoriale:
|  | {\displaystyle {\vec {v}}\times d{\vec {r}}=0} | {\displaystyle (2.1)} |

sau ale sistemului diferențial:
|  | {\displaystyle {\frac {dx}{v_{1}(x,y,z)}}={\frac {dy}{v_{2}(x,y,z)}}={\frac {dz}{v_{3}(x,y,z)}}.} | {\displaystyle (2.2)} |

O suprafață generată de liniile de câmp e numește suprafață de câmp.
Dacă  {\displaystyle F_{1}(x,y,z)=C_{1},\;F_{2}(x,y,z)=C_{2},\;(C_{1},C_{2}=const),}  sunt soluții ale sistemului (2.2), atunci:
|  | {\displaystyle \Phi (F_{1},F_{2})=0} | {\displaystyle (2.3)} |

este o suprafață de câmp.

## Divergență, rotor, gradient
Expresia:
|  | {\displaystyle div\;{\vec {v}}={\vec {i}}\cdot {\frac {\partial {\vec {v}}}{\partial x}}+{\vec {j}}\cdot {\frac {\partial {\vec {v}}}{\partial y}}+{\vec {k}}\cdot {\frac {\partial {\vec {v}}}{\partial z}}} | {\displaystyle (3.1)} |

se numește divergența câmpului vectorial diferențiabil  {\displaystyle {\vec {v}}(P).}
Notând  {\displaystyle v_{1},v_{2},v_{3}}  componentele câmpului vectorial  {\displaystyle {\vec {v}}(P),}  divergența se exprimă prin egalitatea:
|  | {\displaystyle div\;{\vec {v}}={\frac {\partial v_{1}}{\partial x}}+{\frac {\partial v_{2}}{\partial y}}+{\frac {\partial v_{3}}{\partial z}}.} | {\displaystyle (3.2)} |

Vectorul de componente:
|  | {\displaystyle {\frac {\partial v_{3}}{\partial y}}-{\frac {\partial v_{2}}{\partial z}},\;{\frac {\partial v_{1}}{\partial z}}-{\frac {\partial v_{3}}{\partial x}},\;{\frac {\partial v_{2}}{\partial x}}-{\frac {\partial v_{1}}{\partial y}}} | {\displaystyle (3.3)} |

se numește rotorul câmpului vectorial diferențiabil  {\displaystyle {\vec {v}}(P)} și se notează  {\displaystyle rot\;{\vec {v}}.} 
Există relația:
|  | {\displaystyle rot\;{\vec {v}}={\begin{vmatrix}{\vec {i}}&{\vec {j}}&{\vec {k}}\\{\frac {\partial }{\partial x}}&{\frac {\partial }{\partial y}}&{\frac {\partial }{\partial z}}\\v_{1}&v_{2}&v_{3}\end{vmatrix}}} | {\displaystyle (3.4)} |

și
|  | {\displaystyle rot\;{\vec {v}}=\nabla \times {\vec {v}},} | {\displaystyle (3.5)} |

unde  {\displaystyle \nabla }  este operatorul nabla.

## Relații între operatori
|  | {\displaystyle grad(\varphi +\psi )=grad\;\varphi +grad\;\psi ,} | {\displaystyle (4.1)} |

|  | {\displaystyle grad(\varphi \cdot \psi )=\varphi \cdot grad\;\psi +\psi \cdot grad\;\varphi ,} | {\displaystyle (4.2)} |

|  | {\displaystyle div({\vec {u}}+{\vec {v}})=div\;{\vec {u}}+div\;{\vec {v}},} | {\displaystyle (4.3)} |

|  | {\displaystyle div(\varphi \cdot {\vec {v}})=\varphi \cdot div\;{\vec {v}}+{\vec {v}}\cdot grad\;\varphi ,} | {\displaystyle (4.4)} |

|  | {\displaystyle div({\vec {u}}\times {\vec {v}})={\vec {v}}\cdot rot\;{\vec {u}}-{\vec {u}}\cdot rot\;{\vec {v}},} | {\displaystyle (4.5)} |

|  | {\displaystyle rot({\vec {u}}+{\vec {v}})=rot\;{\vec {u}}+rot\;{\vec {v}},} | {\displaystyle (4.6)} |

|  | {\displaystyle rot(\varphi \cdot {\vec {v}})=\varphi \cdot rot\;{\vec {v}}-{\vec {v}}\times grad\;\varphi ,} | {\displaystyle (4.7)} |

|  | {\displaystyle grad({\vec {u}}\cdot {\vec {v}})={\vec {v}}\times rot\;{\vec {u}}+{\vec {u}}\times rot\;{\vec {v}}+({\vec {v}}\cdot {\vec {\nabla }})\cdot {\vec {u}}+({\vec {u}}\cdot {\vec {\nabla }})\cdot {\vec {v}},} | {\displaystyle (4.8)} |

|  | {\displaystyle rot({\vec {u}}\times {\vec {v}})={\vec {u}}\cdot div\;{\vec {v}}-{\vec {v}}\cdot div\;{\vec {u}}+({\vec {v}}\cdot {\vec {\nabla }})\cdot {\vec {u}}-({\vec {u}}\cdot {\vec {\nabla }})\cdot {\vec {v}},} | {\displaystyle (4.9)} |

|  | {\displaystyle div(grad\;\varphi )={\frac {\partial ^{2}\varphi }{\partial x^{2}}}+{\frac {\partial ^{2}\varphi }{\partial y^{2}}}+{\frac {\partial ^{2}\varphi }{\partial z^{2}}}=\Delta \varphi ,} | {\displaystyle (4.10)} |

|  | {\displaystyle rot(grad\;\varphi )=0,} | {\displaystyle (4.11)} |

|  | {\displaystyle div(rot\;{\vec {v}})=0,} | {\displaystyle (4.12)} |

|  | {\displaystyle rot(rot\;{\vec {v}})=grad(div\;{\vec {v}})-\Delta {\vec {v}}.} | {\displaystyle (4.13)} |

## Exemplu
Să se determine liniile de câmp ale câmpului vectorial definit prin vectorul:
|  | {\displaystyle {\vec {v}}=xy^{2}\cdot {\vec {i}}+x^{2}y\cdot {\vec {j}}+z(x^{2}+y^{2})\cdot {\vec {k}}} | {\displaystyle (5.1)} |

și suprafața de câmp care trece prin curba:
|  | {\displaystyle x=2y,\;z=a.} | {\displaystyle (5.2)} |

Rezolvare.
Sistemul de ecuații diferențiale al liniilor de câmp este:
|  | {\displaystyle {\frac {dx}{xy^{2}}}={\frac {dy}{yx^{2}}}={\frac {dz}{z(x^{2}+y^{2})}}} | {\displaystyle (5.3)} |

și se reduce la:
|  | {\displaystyle {\begin{cases}x\cdot dx-y\cdot dy=0\\{\frac {dx}{x}}+{\frac {dy}{y}}={\frac {dz}{z}}\end{cases}}} | {\displaystyle (5.4)} |

Prin integrare se obțin ecuațiile liniilor de câmp:
|  | {\displaystyle x^{2}-y^{2}=C_{1}} {\displaystyle {\frac {z}{xy}}=C_{2}.} | {\displaystyle (5.5)} |

Se pune condiția ca o linie de câmp să intersecteze curba (5.2).
Din prima ecuație de la (5.5), folosind ecuația  {\displaystyle x=2y,}  se obține  {\displaystyle y^{2}={\frac {C_{1}}{3}},}  iar din ecuația a doua de la (5.5), folosind ecuațiile (5.2) se obține  {\displaystyle y^{2}={\frac {a}{2C_{2}}}.} 
Din relațiile  {\displaystyle y^{2}={\frac {C_{1}}{3}}}  și  {\displaystyle y^{2}={\frac {a}{2C_{2}}}}  se obține relația de condiție  {\displaystyle 2C_{1}C_{2}=3a.} 
Suprafața de câmp se obține prin eliminarea parametrilor  {\displaystyle C_{1}}  și  {\displaystyle C_{2}}  între ecuațiile liniilor de câmp și această relație:
|  | {\displaystyle 2z(x^{2}-y^{2})-3axy=0.} | {\displaystyle (5.6)} |